# Hayedo de la Pedrosa
El hayedo de la Pedrosa o de Riofrío de Riaza es un espacio natural protegido situado en el municipio español de Riofrío de Riaza del que recibe su nombre, al este de la provincia de Segovia. Está situado en la vertiente norte del macizo de Ayllón, a una altitud de 1430 metros, con una extensión de 87,175 hectáreas.
Es uno de los bosques de hayas más meridionales de Europa, donde también se pueden encontrar serbales, robles, acebos, abedules y tejos.
Junto a otros dos hayedos, el de Tejera Negra en la provincia de Guadalajara y el de Montejo en la Comunidad de Madrid, el hayedo de La Pedrosa forma parte del ejemplo de vergel húmedo y boscoso que fue el sistema Central en otras épocas.

## Historia
Muchas de las ramas de estos árboles arrancan desde el mismo suelo, lo que se explica porque, durante años, los árboles fueron talados para alimentar de materia prima a una fábrica de sillas de haya que, hasta mediados del siglo XX, existió en el municipio de Riofrío de Riaza, brotando de aquellos tocones las ramas que hoy se ven.
Tras el abandono de la explotación forestal debido al éxodo rural, el hayedo comenzó a regenerarse lentamente. En 1991, por sus características únicas como el hayedo más meridional de Castilla y León, fue declarado espacio natural protegido por el gobierno regional.

## Geografía

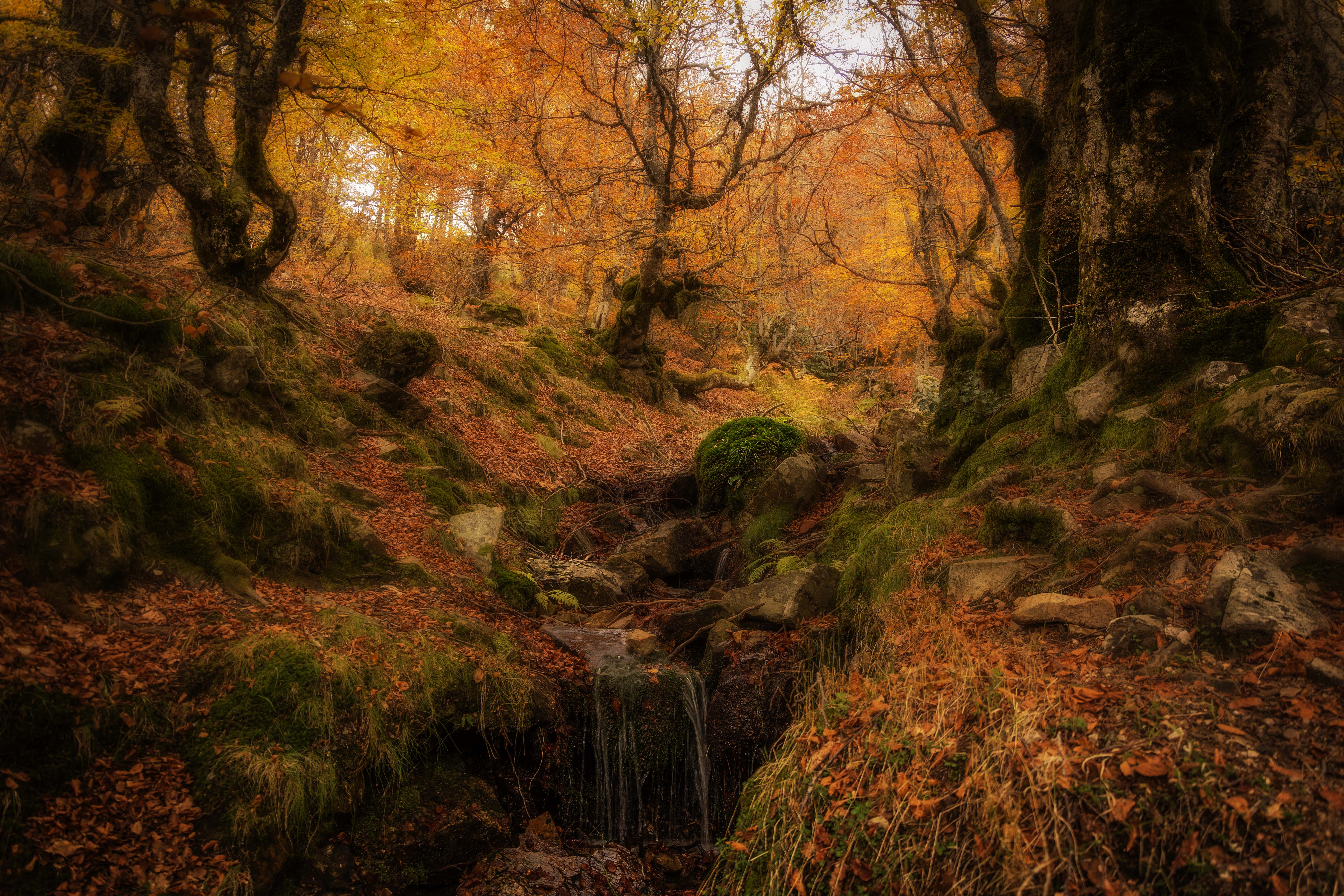
Hayedo de la Pedrosa.

En el hayedo de Riofrío, entre helechos, musgos y líquenes, brotan las aguas del río Riaza, que tras recorrer aproximadamente 100 km desemboca en el río Duero, en la localidad de Roa de Duero (provincia de Burgos).
El hayedo de Riofrío crece en las laderas de umbría con un mayor grado de humedad de la sierra. Este reducto goza de un clima mediterráneo oceánico, con precipitaciones bien repartidas a lo largo del año, si bien se observa una leve sequía estival propia del interior de la península ibérica. Las temperaturas medias en el hayedo son bajas, con nevadas regulares de noviembre a mayo.